# Brikama
Brikama egyike Gambia legnagyobb városainak, ami a fővárostól délre fekszik, Banjultól. Brikama a Brikama LGA székhelye, ahol a legnagyobb város 57 000 lakossal.
Brikama ismert még a fafaragásról, és a zenei stílusáról. Itt fekszik a Makasutu Kulturális Erdő (Masuku Culture Forest).
Brikama ezen kívül rengeteg oktatási intézménynek ad otthont, mint amilyen a Gambiai Kollégium, ahol a nemzeti tanárok tanítanak és a Regionális Oktatóközpont a Nyugati Régióban. Négy másodlagos iskola is található (Kinderdorf Bottrop, Kunte Kinte, Maahad és Metód Akadémia).